# طعام سهل التحضير

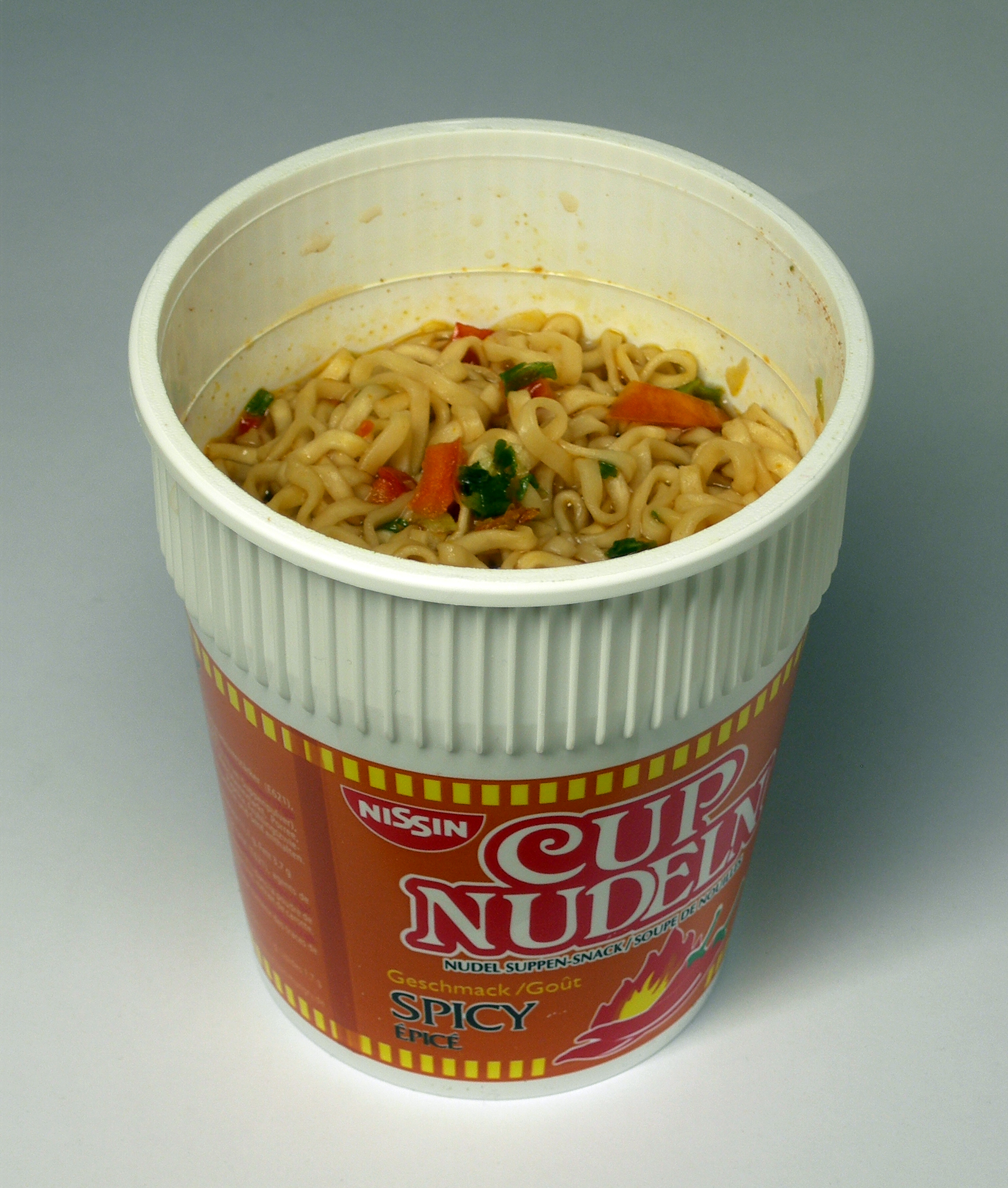
تحضير طعام من حساء نودلز مجفف

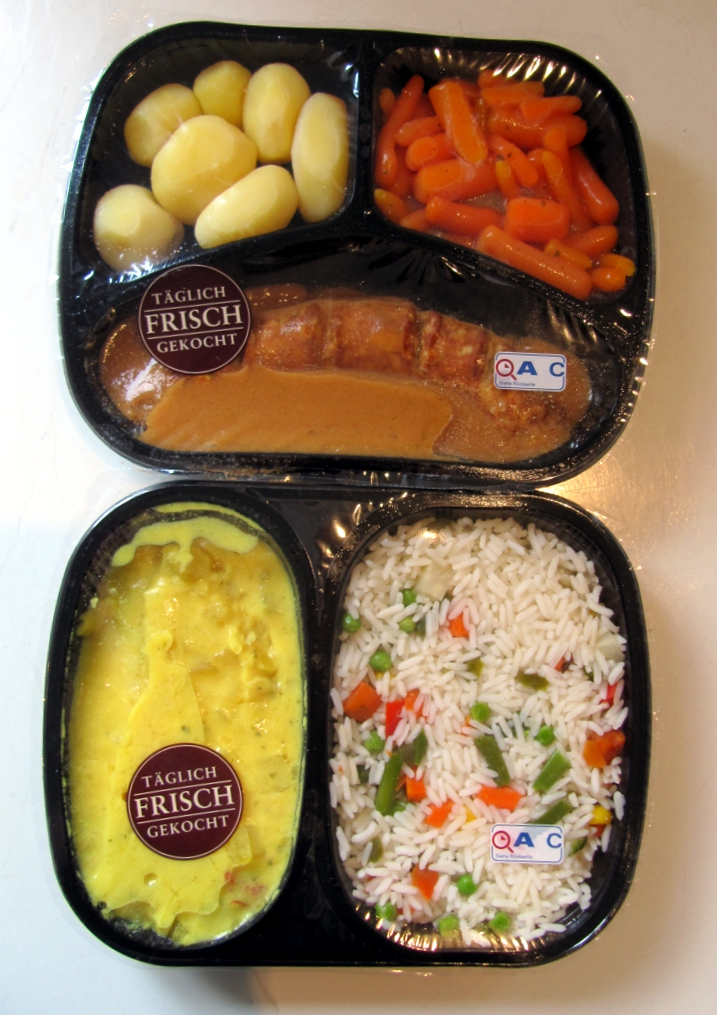
أطباق جاهزة للأكل تباع عادة في المتاجر

الطعام سهل التحضير هو طعام يحضر على شكل سلعة تباع وتسوّق في المتاجر لتسهّل على المستهلك الحصول على الغذاء؛ وبشكل أكثر جاذبية، وموفّر للوقت.
تتسم أنواع هذه المأكولات إما بقابليتها للاستهلاك، بحيث يتناولها المستهلك مباشرة مثل الوجبات الخفيفة، أو أن تكون معالجة بشكل تكون فيه سهلة التحضير مثل المأكولات المجمّدة على شكل أطباق جاهزة.
بالمقابل فإن المأكولات سهلة التخضير لها أثر بيئي وصحي. يكمن الأثر البيئي بالاستخدام المفرط للدائن في التغليف، مما يترتب عليه زيادة النفايات المنزلية الصلبة في أماكن ردم النفايات. أما الأثر الصحي فيعود أن هذه المأكولات تصنف من المسببات الأساسية للسمنة، كما يوجد فيها نسبة مرتفعة من المواد الحافظة والإضافات الغذائية، وذلك مع نسب مرتفعة من الدهن أو الملح أو السكر.

## اقرأ أيضاً
- وجبة سريعة
- وجبة خفيفة
- وجبة جاهزة